# Cycas maconochiei
Cycas maconochiei Chirgwin & K.D.Hill, 1996 è una pianta appartenente alla famiglia delle Cycadaceae, endemica dell'Australia.

## Descrizione
È una cicade con fusto eretto, alto da 1 a 5 m e con diametro di 9-10 cm.
Le foglie, pennate, lunghe 1-1,5 m, sono disposte a corona all'apice del fusto e sono rette da un picciolo lungo 30-33 cm; ogni foglia è composta da 108-113 paia di foglioline lanceolate, con margine intero, lunghe mediamente 13-15 cm, di colore verde grigiastro.
È una specie dioica con esemplari maschili che presentano microsporofilli disposti a formare coni terminali di forma ovoidale allungata, lunghi 21-34 cm e larghi 10-14 cm ed esemplari femminili con macrosporofilli lunghi 20-29 cm, con l'aspetto di foglie pennate con margine spinoso, ricoperte da una fitta peluria rosso-bruna, che racchiudono ciascuna da 2 a 4 ovuli.
I semi sono grossolanamente ovoidali, lunghi 30-35 mm, ricoperti da un tegumento di colore rosso arancio.

## Distribuzione e habitat
L'areale della specie è ristretto all'estremo lembo settentrionale del Territorio del Nord dell'Australia. Cresce su terreni sabbiosi, dal livello del mare sino a 40 m di altitudine.

## Tassonomia
Sono note tre sottospecie:
- Cycas maconochiei maconochiei
- Cycas maconochiei lanata
- Cycas maconochiei viridis

## Conservazione
La IUCN Red List classifica C. maconochiei come specie a rischio minimo (Least Concern).

La specie è inserita nella Appendice II della Convention on International Trade of Endangered Species (CITES)